# Симачёв, Николай Романович
Николай Романович Симачёв (15 декабря 1927, Москва, СССР — 30 мая 1996, Москва, Россия) — артист балета, балетмейстер, педагог, солист Большого театра в 1946—1968 годах. Заслуженный артист РСФСР (1968), заслуженный деятель искусств РСФСР (1976), народный артист Российской Федерации (1995).

## Биография
Родился 15 декабря 1927 года в Москве. В 1946 году окончил Московское хореографическое училище (ученик легендарного педагога Николая Тарасова). В 1946—1968 годах — солист Большого театра. Один из ведущих народно-характерных танцовщиков своего поколения.
В 1949—1956 годах преподавал в Московском хореографическом училище. В 1968—1996 годах работал педагогом-репетитором Большого театра. С ним работали многие звезды балетной труппы, в том числе Андрей Уваров, Сергей Филин, Николай Цискаридзе, Наталия Бессмертнова.
«Он был первым педагогом-мужчиной, который репетировал со мной классические женские партии, а я — первой балериной, с которой он работал над женскими ролями… От Николая Романовича я слышала по ходу репетиций такие продуманные замечания, которые свидетельствовали о его глубоком понимании образа и которые я никогда на слышала от педагога-женщины. С ним было необыкновенно интересно работать, его предложения помогали найти столько новых и оригинальных красок!.. Он как никто сегодня умел проводить репетиции по существу: его указания, всегда лаконичные, конкретные, сразу достигали цели. И потому за короткий репетиционный период Симачёв получал замечательные результаты. Он прекрасно понимал, что следует требовать от исполнителя, будь то солист или артист кордебалета, очень точно показывал. Всегда досконально знал, каков замысел хореографа, и, занимаясь с артистами, неукоснительно следовал ему, добиваясь соблюдения ими стиля произведения», — из воспоминаний балерины Большого театра Наталии Бессмертновой.
Николай Симачёв скончался 30 мая 1996 года в Москве. Похоронен на Рогожском кладбище в Москве (8 участок).

## Семья
- Брат — Анатолий Романович Симачёв (1933—1994), артист балета Большого театра, педагог-балетмейстер, заслуженный артист РСФСР (1976), муж Аллы Богуславской.
- Первая супруга — Тамара Петровна Ветрова (1927—2018), солистка балета ГАБТ (1946—1967), педагог-балетмейстер производственной практики Московского хореографического училища (1974—1986), заслуженная артистка РСФСР (1973).
  - Сын — Александр Ветров, солист балета Большого театра (1979—1997, балетмейстер-репетитор с 2011), народный артист России (1994), в 1997—2010 годах работал в США.
- Вторая супруга — Татьяна Красина (род. 1948), солистка балета Большого театра (1966—1986), затем — балетмейстер-репетитор, старший педагог-репетитор женского кордебалета, заслуженный деятель искусств РФ.
  - Сын — Егор Николаевич Симачёв (род. 1976), артист балета Большого театра (с 1995), режиссёр, писатель и продюсер, основатель хореографической студии «Мастерская балета Егора Симачёва» и детского развивающего клуба «Дом Белого Кролика», основатель Фонда поддержки юных талантов в области культуры и искусства «Белый кролик», член попечительского совета благотворительного фонда «Мотомилосердие».
  - Сын — Роман Николаевич Симачёв, артист балета Большого театра (с 1997), технический директор художественно-постановочной части театра-кабаре Crave Moscow

## Творческие работы
- Шайтан, «Шурале» Ф. Яруллина в постановке Л. Якобсона
- Куман, «Половецкие пляски» в опере «Князь Игорь» А. Бородина, хореография К. Голейзовского
- Молодой цыган, «Каменный цветок» С. Прокофьева в постановке Ю. Григоровича
- Эспада, «Дон Кихот» Л. Минкуса, хореография А. Горского
- Ганс «Жизель»
- Жан, «Фадетта»
- Смит, «Тропою грома»
- Исполнял танцы — болеро, мазурка, цыганский, испанский, лезгинка — в различных балетах («Коппелия», «Бахчисарайский фонтан», «Гаянэ») и операх.

## Награды и звания
- Медаль «За трудовое отличие» (1959).
- Народный артист Российской Федерации (27 января 1995) — за большие заслуги в области искусства
- Заслуженный артист РСФСР (1968).
- Заслуженный деятель искусств РСФСР (1976).